# Arrondissement d'Apt
L'arrondissement d’Apt est une division administrative française, située dans le département de Vaucluse, en région Provence-Alpes-Côte d'Azur.

## Composition

### Composition avant 1926
Avant 1926, la composition était à peu de chose près identique à la configuration actuelle, hormis le canton de Cavaillon, jusque-là rattaché à l'arrondissement d'Avignon.
À noter que, de 1926 à 1933, la sous-préfecture fut déplacée d'Apt à Cavaillon et que l'arrondissement fut dit « arrondissement de Cavaillon ».

### Composition de1926à2017
- Le canton d'Apt regroupait 13 communes :

Apt, Auribeau, Caseneuve, Castellet, Gargas, Gignac, Lagarde-d'Apt (anciennement dénommée Lagarde), Rustrel, Saignon, Saint-Martin-de-Castillon, Saint-Saturnin-lès-Apt (anciennement dénommée Saint-Saturnin-d’Apt), Viens et Villars ;
- Le canton de Bonnieux regroupait 6 communes :

Bonnieux, Buoux, Lacoste, Ménerbes, Oppède et Sivergues ;
- Le canton de Cadenet regroupait 9 communes :

Cadenet, Cucuron, Lauris, Lourmarin, Mérindol, Puget, Puyvert, Vaugines, Villelaure ;
- Le canton de Cavaillon regroupait 6 communes :

Cavaillon, Caumont-sur-Durance (anciennement dénommée Caumont), Cheval-Blanc, Maubec, Robion et Taillades ;
- Le canton de Gordes regroupait 8 communes :

Gordes, Beaumettes, Goult, Joucas, Lioux, Murs, Roussillon, Saint-Pantaléon ;
- Le canton de Pertuis regroupait 14 communes :

Pertuis, Ansouis, La Bastide-des-Jourdans, La Bastidonne, Beaumont-de-Pertuis (anciennement dénommée Beaumont), Cabrières-d'Aigues, Grambois, Mirabeau, La Motte-d'Aigues, Peypin-d'Aigues, Saint-Martin-de-la-Brasque, Sannes, La Tour-d'Aigues, Vitrolles-en-Lubéron (anciennement dénommée Vitrolles).

### Composition depuis 2015
À partir de 2015, le nombre de communes des arrondissements varie chaque année soit du fait du redécoupage cantonal de 2014 qui a conduit à l'ajustement de périmètres de certains arrondissements, soit à la suite de la création de communes nouvelles. Le nombre de communes de l'arrondissement d'Apt est ainsi de 56 en 2015, 56 en 2016 et 57 en 2017.
Au 1er janvier 2024, l'arrondissement groupe les 57 communes suivantes :
1. Ansouis
2. Apt
3. Auribeau
4. La Bastide-des-Jourdans
5. La Bastidonne
6. Beaumettes
7. Beaumont-de-Pertuis
8. Bonnieux
9. Buoux
10. Cabrières-d'Aigues
11. Cabrières-d'Avignon
12. Cadenet
13. Caseneuve
14. Castellet-en-Luberon
15. Cavaillon
16. Cheval-Blanc
17. Cucuron
18. Gargas
19. Gignac
20. Gordes
21. Goult
22. Grambois
23. Joucas
24. Lacoste
25. Lagarde-d'Apt
26. Lagnes
27. Lauris
28. Lioux
29. Lourmarin
30. Maubec
31. Ménerbes
32. Mérindol
33. Mirabeau
34. La Motte-d'Aigues
35. Murs
36. Oppède
37. Pertuis
38. Peypin-d'Aigues
39. Puget
40. Puyvert
41. Robion
42. Roussillon
43. Rustrel
44. Saignon
45. Saint-Martin-de-Castillon
46. Saint-Martin-de-la-Brasque
47. Saint-Pantaléon
48. Saint-Saturnin-lès-Apt
49. Sannes
50. Sivergues
51. Taillades
52. La Tour-d'Aigues
53. Vaugines
54. Viens
55. Villars
56. Villelaure
57. Vitrolles-en-Lubéron

## Démographie
En 2022, l'arrondissement comptait 127 798 habitants.
| 1968   | 1975   | 1982   | 1990    | 1999    | 2006    | 2011    | 2016    | 2021    |
| ------ | ------ | ------ | ------- | ------- | ------- | ------- | ------- | ------- |
| 69 752 | 79 785 | 89 120 | 106 115 | 116 644 | 122 974 | 126 443 | 128 793 | 127 891 |

| 2022    | - | - | - | - | - | - | - | - |
| ------- | - | - | - | - | - | - | - | - |
| 127 798 | - | - | - | - | - | - | - | - |